# ميسا كينكيد
ميسا كينكيد (بالإنجليزية: Mesa Kincaid)‏ هي مقدمة برامج إذاعية أمريكية، ولدت في 23 سبتمبر 1956، وتوفيت في 6 سبتمبر 2009.